# Aeropuerto Spriggs Payne
El Aeropuerto Spriggs Payne  (en inglés: Spriggs Payne Airport)  (IATA: MLW, ICAO: GLMR) es un aeropuerto situado a 5 kilómetros (3 millas) del centro de Monrovia, la capital de la República de Liberia, en África occidental. El aeródromo se encuentra dentro de la sección Sinkor una de los densamentes poblados de la ciudad , por lo que es conveniente para los distritos de negocios y políticos de la capital. Mientras que el aeropuerto internacional de Roberts es la instalación de aviación principal de la ciudad y de hecho todo el país, Spriggs Payne tiene la única pista pavimentada en toda la República de Liberia y ofrece otros únicos vuelos comerciales internacionales dentro y fuera de Liberia. El aeropuerto lleva el nombre de James Spriggs Payne quien fue presidente de la República de Liberia entre 1868 a 1870 y de nuevo en 1876 a 1878.